# Deck the Halls
Deck the Halls (укр. Прикрашаймо наші хати) — відома різдвяна та новорічна пісня англійською мовою, що стала популярною на початку XVIII століття, яка не тільки співається під час зимових свят, а й використовується в багатьох художніх творах.

## Текст
Англійською мовою
Оригінальна версія англійською:
Deck the halls with boughs of holly,

Fa la la la la, la la la la.
'Tis the season to be jolly,

Fa la la la la, la la la la.
Don we now our gay apparel,

Fa la la, la la la, la la la.
Troll the ancient Yule tide carol,

Fa la la la la, la la la la.
See the blazing Yule before us,

Fa la la la la, la la la la.
Strike the harp and join the chorus.

Fa la la la la, la la la la.

Follow me in merry measure,

Fa la la, la la la, la la la.
While I tell of Yuletide treasure,

Fa la la la la, la la la la.
Fast away the old year passes,

Fa la la la la, la la la la.
Hail the new, ye lads and lasses,

Fa la la la la, la la la la.
Sing we joyous, all together,

Fa la la, la la la, la la la.
Heedless of the wind and weather,

Fa la la la la, la la la la.
Українською мовою
Авторський переклад українською:
ПРИКРАШАЙМО НАШІ ХАТИ
Зустрічаймо світле свято

фа-ла-ла-ла-ла, ла-ла-ла-ла.
Гостролистом в кожній хаті

фа-ла-ла-ла-ла, ла-ла-ла-ла.
Одягнем вбрання святкове

фа-ла-ла-ла-ла, ла-ла-ла-ла.
Славімо Різдво Христове!

фа-ла-ла-ла-ла, ла-ла-ла-ла.
Святу серце відкриваймо

фа-ла-ла-ла-ла, ла-ла-ла-ла.
Разом з хором заспіваймо

фа-ла-ла-ла-ла, ла-ла-ла-ла.
Давню оповідь згадаймо

фа-ла-ла-ла-ла, ла-ла-ла-ла.
Різдво Спаса прославляймо

фа-ла-ла-ла-ла, ла-ла-ла-ла.
Скоро старий рік минає

фа-ла-ла-ла-ла, ла-ла-ла-ла.
І, хоч вітер не вщухає,

фа-ла-ла-ла-ла, ла-ла-ла-ла.
Радо, хлопці і дівчата

фа-ла-ла-ла-ла, ла-ла-ла-ла.
Будем новий рік стрічати!

фа-ла-ла-ла-ла, ла-ла-ла-ла.
(Переклад Олени Мігунової, вперше виконувався у Київській національній філармонії у середині 1990-х братами Приймаками).